# Theodoen d'Autun
Theodoen, Teudoin ou Thiouin est un comte d'Autun des VIIIe et IXe siècles de la famille des Guilhemides. Il est fils de Thierry Ier, comte d'Autun, et d'Alda, elle-même fille de Charles Martel.

## Biographie
Il est cité comme comte d'Autun dans la charte que son frère Guillaume établit le 15 décembre 804 lors de la fondation de l'abbaye de Gellone avec deux autres frères, Alleaume (ou Adalhelm) et un Thierry qui n'est pas mentionné dans toutes les chartes,.

## Mariage et enfants
Son épouse n'est pas connue. On sait qu'il est père de, :
- Thierry II, comte d'Autun ;
- peut-être d'Abba, mariée à Warin et mère d'Isembart (en) (800 † 858), comte d'Autun de 853 à 858.

## Inspiration littéraire
Il est mis en scène dans le roman Le poignard et le poison de Marc Paillet, comme comte d'Autun en 796, où il accable d'impôt le peuple, par l'intermédiaire de son vicomte Alric et de son intendant Bodert, qui en profitent pour abuser de ses ordres et faire fortune. De nombreux paysans quittent leur tenure et se réunissent autour d'un rebelle, Doremus. À la suite d'un litige avec l'évêque Martin sur la propriété de quatre manses, Charlemagne envoie deux missi dominici, le comte Childebrand et l'abbé saxon Erwin, qui finissent par rétablir l'ordre dans l'Autunois et mettre au jour la culpabilité de Thiouin, qui est contraint de céder le comté à son fils avant d'être jugé au plaid de Charlemagne.